# 艾毓初
艾毓初（？年—1641年），字孩如，陝西延安府米脂縣人。明朝政治人物，崇禎辛未進士。官至河南參議。諡號忠節。

## 生平
天啓元年（1621年）辛酉科舉人，崇禎四年（1631年）辛未科進士。五年授官河南內鄉縣知縣，十一年升襄阳府同知，累遷河南右參議，分守南陽。崇禎十四年（1641年）十一月，李自成破南陽，艾毓初題詩城樓，自縊殉國。

## 家族
曾祖艾希淳，嘉靖進士。官至戶部右侍郎。

## 延伸阅读
[在维基数据编辑]
 《明史卷二百九十三》，出自《明史》